# Altsteirer
 Altsteirer er en truet hønserace, der stammer fra Steiermark, Østrig. 
Hanen vejer 2,5-3 kg og hønen vejer 2-2,25 kg. De lægger 180 brune æg à 55 g årligt. Kyllingerne vokser hurtigt. Racen findes også i dværgform.

## Farvevariationer
- Brun vildtfarvet(på listen over truede hønseracer)
- Hvid(akut udrydningstruet)

Før 2. verdenskrig også:
- Agerhønefarvet
- Sort
- Hvedefarvet
- Rødbrun
- Gul
- Blå-guldfarvet
- Sølvhalset
- Spurvefarvet